# Archaeornithomimus bissektensis
Dzharacursor  es una género fósil de dinosaurios terópodos ornitomímidos, que vivieron a finales del período Cretácico, hace aproximadamente 80 millones de años, en el Campaniense, en lo que hoy es Asia.